# 誰が為に鐘は鳴る
『誰が為に鐘は鳴る』（たがためにかねはなる、原題: For Whom the Bell Tolls）は、1943年のアメリカ合衆国の戦争映画。監督はサム・ウッド、出演はゲイリー・クーパーとイングリッド・バーグマンなど。アーネスト・ヘミングウェイの小説『誰がために鐘は鳴る』の映画化作品。映画の邦題では「為」という漢字が使用されている（正規版DVDも同様）。

## ストーリー

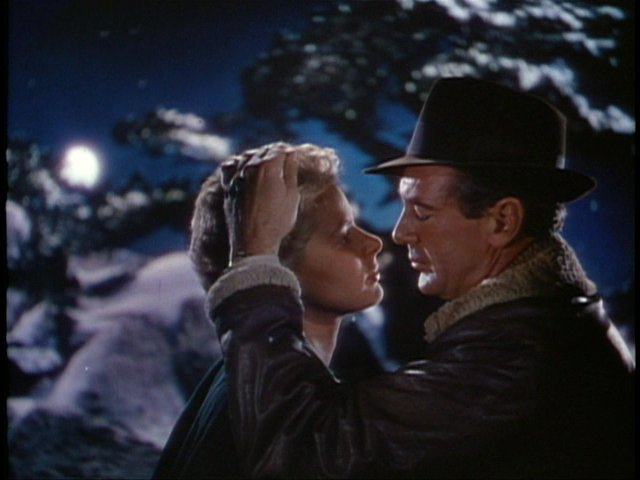
主演のゲイリー・クーパーとイングリッド・バーグマン

スペイン内戦に義勇軍として参加したロベルトは、ゴルス将軍の指令を受けて山間部にあるフランシスコ・フランコ軍の橋を爆破するため、ジプシーのアンセルモと共に山間部を根城にする山賊パブロに協力を求める。しかし、かつて人民戦線派の戦士だったパブロは戦いに興味をなくし、協力を拒む。パブロの卑屈な態度に愛想を尽かした妻ピラーは、夫に代わりジプシーたちをまとめて作戦に参加し、ロベルトは彼らに匿われていた市長の娘マリアと心を通わすようになる。橋の爆破には脱出用の馬が必要だったが、パブロは馬の提供を拒み、吹雪の夜に馬を連れて姿を消してしまう。ピラーたちは「彼を殺すべきだった」と後悔するが、ロベルトはジプシーのリーダーであるエルソルドに協力を求める。エルソルドは仲間と共にフランコ軍から馬を強奪することを計画し、同時に改心したパブロがアジトに戻り、協力を申し出る。エルソルドたちは馬を強奪することに成功するが、吹雪が止んでしまったためフランコ軍に追撃されてしまう。ロベルトたちは雪山を偵察中に追撃中のフランコ軍に出くわしそうになるが、エルソルドたちが注意を引き付けたため気付かれずに済む。ジプシーたちは包囲されたエルソルドたちを助けようとするが、ロベルトは作戦を優先して救助を拒否し、エルソルドたちはフランコ軍の爆撃を受け全員戦死する。(←援助に反対したのはピラー、エルソルドがロベルトの作戦を支援するために意図的にフランコ軍を誘導していると判断したため)。同じ頃、別行動を取っていたパブロは恐怖に駆られてアジトに戻り、ロベルトが用意していた爆弾の起爆装置を破壊してしまう。ロベルトは作戦の中止を決め、ゴルツ将軍に作戦の中止を伝える文書を送るが、文書が到着するのが遅れてしまい、既に部隊は出撃していた。ピラーたちは作戦の続行を主張し、そこにパブロが戻り「今度こそ作戦に協力する」と申し出る。ロベルトは説得を受け、手動で爆弾を起動させる作戦を立案し、予定通り作戦を決行する。(←作戦を中止したのは作戦情報が漏れたと判断したため。ロベルトの指示、それでも作戦を実行したのは、ゴルツ将軍のの部隊の出撃を確認したため)。
ロベルトたちは橋に爆弾を仕掛けるため橋の警備隊と銃撃戦を展開しながら爆弾を設置するが、人民戦線派を破ったフランコ軍の戦車部隊が接近し、仲間たちが次々と死んでいく。ロベルトは手筈通り橋を爆破し、マリアやピラー、パブロたちと共に脱出を試みる。しかし、フランコ軍の砲撃でロベルトが負傷し、馬に乗ることが出来なくなってしまう。ロベルトは一人残ってフランコ軍を迎え撃つことに決め、その場に留まろうとするマリアと別れを告げ、彼女をピラーたちに任せて戦場に留まる。ロベルトは迫り来るフランコ軍の大軍を前に、機関銃の引き金を引く。

## キャスト
| 役名                 | 俳優                         | 日本語吹替                          | 日本語吹替                                                     | 日本語吹替 |
| 役名                 | 俳優                         | TBS版                               | PDDVD版                                                        |            |
| -------------------- | ---------------------------- | ----------------------------------- | -------------------------------------------------------------- | ---------- |
| ロベルト・ジョーダン | ゲイリー・クーパー           | 黒沢良                              | 佐々木勝彦                                                     |            |
| マリア               | イングリッド・バーグマン     | 和泉雅子                            | 日野由利加                                                     |            |
| パブロ               | エイキム・タミロフ           | 富田耕生                            | 手塚秀彰                                                       |            |
| ピラー               | カティーナ・パクシヌー       | 麻生美代子                          | 福田如子                                                       |            |
| アンセルモ           | ウラディーミル・ソコロフ     | 槐柳二                              | 鈴木貴征                                                       |            |
| エルソルド           | ジョゼフ・カレイア           | 千葉順二                            |                                                                |            |
| オーガスティン       | アルトゥーロ・デ・コルドヴァ | 羽佐間道夫                          |                                                                |            |
| ラファエル           | ミハイル・ラズムニー         | 野本礼三                            |                                                                |            |
| フェルナンド         | フォーチュニオ・ボナノヴァ   | 寺島幹夫                            |                                                                |            |
| アンドレス           | エリック・フェルダリー       | 森功至                              |                                                                |            |
| プリミティヴォ       | ヴィクター・ヴァルコニ       | 森川公也                            |                                                                |            |
| ゴルツ将軍           | レオ・ブルガーコフ           | 今西正男                            |                                                                |            |
| ゴメス大尉           | フランク・パリア             | 若本紀昭                            |                                                                |            |
| 不明 その他          |                              | 井口成人 宮下勝 鈴木れい子          | 岩田安生 小川一樹 河本邦弘 田坂浩樹 澤田将考 三戸崇史 芦澤孝臣 |            |
|                      |                              |                                     |                                                                |            |
| 演出                 | 演出                         | 左近允洋                            | 羽田野千賀子                                                   |            |
| 翻訳                 | 翻訳                         | 額田やえ子                          | 志村由季子                                                     |            |
| 効果                 | 効果                         | PAG                                 | 恵比寿弘和／赤澤勇二                                           |            |
| 調整                 | 調整                         | 栗林秀年                            | 遠西勝三                                                       |            |
| 制作                 | 制作                         | グロービジョン                      | ミックエンターテイメント                                       |            |
| 解説                 | 解説                         | 荻昌弘                              |                                                                |            |
| 初回放送             | 初回放送                     | 1977年10月16日 『月曜ロードショー』 |                                                                |            |

## 主な受賞歴

### アカデミー賞
受賞
第16回 アカデミー助演女優賞：カティーナ・パクシヌー

ノミネート
アカデミー作品賞
アカデミー主演男優賞：ゲイリー・クーパー
アカデミー主演女優賞：イングリッド・バーグマン
アカデミー助演男優賞：エイキム・タミロフ
アカデミードラマ音楽賞：ヴィクター・ヤング
アカデミー美術監督賞 (カラー部門)：ハンス・ドライヤー、ハルデイン・ダグラス、バートラム・グレンジャー
アカデミー撮影賞 (カラー部門)：レイ・レナハン
アカデミー編集賞：シャーマン・トッド、ジョン・リンク

### ゴールデングローブ賞
受賞
助演男優賞：エイキム・タミロフ
助演女優賞：カティーナ・パクシヌー

### ニューヨーク映画批評家協会賞
ノミネート
主演女優賞：カティーナ・パクシヌー

## エピソード
本作の小説『誰がために鐘は鳴る』を読んでマリア役を強く熱望したバーグマンは、伸ばしていた自慢の髪を切って、原作者であるアーネスト・ヘミングウェイの自宅に押しかけ同然で自分を売り込んだという。

## DVD
パラマウント映画製作だが版権売却の対象となったことからユニバーサル・ピクチャーズから正規版DVDが発売されている。
なお、日本では著作権の保護期間が完全に終了した（公開後50年と監督没後38年の両方を満たす）ことから現在、複数の会社から激安DVDが発売中である。(仕様や品質も様々)
また会社によっては「誰がために鐘は鳴る」のタイトルで発売されている。